# 名偵探柯南 零的日常
《名偵探柯南 零的日常》是由日本漫畫家青山剛昌原作、新井隆廣作畫的漫畫，於《週刊少年Sunday》2018年24號開始連載，至2022年26號連載結束。名義上是「第1部完結」，雜誌上也指出「可能還有再碰面的機會」，同時宣布作者新井隆廣正在準備新連載。

## 概要
本作從《週刊少年Sunday》2018年24號起開始連載。然後自《週刊少年Sunday》2018年33號開始，改成於本篇休息時替代的不定期連載。到本作第五卷出版時，包含電子版在內已售出超過300萬部。
故事是以降谷零為主角的《名偵探柯南》外傳，敘述著降谷零的日常生活。

## 登場角色
降谷零（／ Furuya Rei）／安室透（／ Amuro Tōru）／波本（Bourbon）
配音：古谷徹、伊瀨茉莉也〈少年〉（日本）；藤新（中國大陸）
本作主人公。本名降谷零，警察廳警備局警備企畫課（通稱"零"）所屬的公安警察，高級國家公務員。被派入黑暗組織內的間諜，組織代號為波本，平時自稱私家偵探，後來在「白羅咖啡廳」擔任服務生，並化名安室透。愛車是一輛白色馬自達RX-7。本作主要圍繞零的日常生活展開。
榎本梓（／ Enomoto Azusa）
配音：榎本充希子（日本）；阎么么（中國大陸）
白羅咖啡廳員工，零在白羅咖啡廳的同事。
風見裕也（／ Kazami Yūya）
配音：飛田展男（日本）；皇贞季（中國大陸）
公安部的警部補，零在公安部的部下。
栗山綠（／ Kuriyama Midori）
配音：百百麻子（日本）；赵双（中國大陸）
妃法律事務所老闆妃英理的秘書。
哈羅（ Haro）
配音：潘惠美（日本）
本作原創角色。零在堤無津川畔發現的流浪狗，後來被零收養，因對「C」（日語音名為）和「B」（日語音名為）兩個音有強烈反應而被命名為「哈羅」。
鶴山麗子（／ Tsuruyama Reiko）
配音：真山亞子（日本）；李佳怡（中國大陸）
本作原創角色，經常光顧白羅咖啡廳的老婦。
苦艾酒（Vermouth）
配音：小山茉美（日本）；张凯（中國大陸）
黑暗組織高級幹部，留着一頭漂亮金髮、身材火辣的漂亮女子，為組織出任務時經常與零一起出動。
諸伏景光（／ Morofushi Hiromitsu）
配音：綠川光（日本）；姜廣濤（中國大陸）
已故，前警視廳公安部所屬的公安警察，零在公安部的同事及小時候就認識的朋友。
沖野洋子（／ Okino Yōko）
配音：長澤美樹（日本）；幽舞越山（中國大陸）
日本當紅的人氣歌手，經紀人為山岸榮一，毛利小五郎的偶像。
宮野艾蓮娜（／ Miyano Elena）
配音：林原惠（日本）；伍鳳春（中國大陸）
黑暗組織科學家，明美和志保兩姊妹的母親。認識小時候被明美拉來診所療傷的降谷零。
安德烈·卡邁爾（Andre Camel）
配音：梁田清之（日本）；陈喆（中國大陸）
美國聯邦調查局高級搜查官，樣貌看起來很兇惡，但實際上是一個勇敢、正直的好人。

## 出版書籍
| 集數 | 小學館         | 小學館                 | 香港青文      | 香港青文               | 青文出版社    | 青文出版社                                  | 长春出版社 | 长春出版社 |
| 集數 | 發售日期       | ISBN                   | 發售日期      | ISBN                   | 發售日期      | ISBN / EAN                                  | 發售日期   | ISBN       |
| ---- | -------------- | ---------------------- | ------------- | ---------------------- | ------------- | ------------------------------------------- | ---------- | ---------- |
| 1    | 2018年8月8日   | ISBN 978-4-09-128536-2 | 2019年5月21日 | ISBN 978-988-8304-36-3 | 2019年4月18日 | ISBN 978-986-356-867-4                      | 出版预订   |            |
| 2    | 2018年10月18日 | ISBN 978-4-09-128638-3 | 2020年3月     | ISBN 978-988-8061-11-2 | 2019年8月1日  | ISBN 978-986-512-010-8                      | 出版预订   |            |
| 3    | 2019年4月10日  | ISBN 978-4-09-128884-4 | 2021年1月     | ISBN 978-988-8606-29-0 | 2019年12月4日 | ISBN 978-986-512-119-8 EAN 471-8016-03698-7 | 出版预订   |            |
| 4    | 2019年11月18日 | ISBN 978-4-09-129497-5 | 2021年4月     | ISBN 978-988-8606-30-6 | 2020年7月15日 | ISBN 978-986-512-400-7                      | 出版预订   |            |
| 5    | 2021年10月18日 | ISBN 978-4-09-850803-7 |               |                        | 2022年7月6日  | ISBN 978-626-322-637-1                      | 出版预订   |            |
| 6    | 2022年6月17日  | ISBN 978-4-09-851175-4 |               |                        | 2023年7月19日 | ISBN 978-626-362-136-7                      | 出版预订   |            |

## 反響
本作獲得全國書店店員推薦漫畫2019一般部門的第6名。

## 電視動畫
2021年10月4日，宣布《名偵探柯南 零的日常》將改編為電視動畫，於2022年4月5日在讀賣電視台、東京都會電視台、BS日本播出，海外地區同樣於4月在Netflix獨家上線。

### 製作人員
- 原作：新井隆廣
- 原案：青山剛昌
- 導演：小坂知
- 系列構成、劇本：中村能子
- 人物設定：吉見京子
- 人物設定協力：須藤昌朋
- 總作畫導演：吉見京子、齊藤千惠
- 美術導演：加藤浩、（Totonyan）
- 色彩設計：歌川律子
- 攝影導演：押見綾、西山仁
- 編輯：藤田育代、
- 音響導演：浦上靖之、浦上慶子
- 音響效果：山田香織
- 音樂：TOMISIRO
- 音響製作：AUDIO PLANNING U
- 動畫製作：TMS/V1 Studio
- 製作：名偵探柯南 零的日常製作委員會（TMS娛樂、小學館集英社製作）

### 音樂
| 類別   | 曲名               | 作詞 | 作曲 | 編曲 | 主唱   |
| ------ | ------------------ | ---- | ---- | ---- | ------ |
| 片頭曲 | 「Shooting Star」  |      |      |      | RAKURA |
| 片尾曲 | 「Find the truth」 |      |      |      | Rainy  |

### 集數列表
| 集數   | 播放日        | 劇本     | 分鏡            | 演出     | 作畫監督                                                                  |
| ------ | ------------- | -------- | --------------- | -------- | ------------------------------------------------------------------------- |
| TIME.1 | 2022年4月5日  | 中村能子 | 小坂知          | 小坂知   | 田中美穗 牛之濱由惟 井元爱夕                                              |
| TIME.2 | 2022年4月12日 | 中村能子 | 金井次朗 寺岡巌 | 小坂知   | 林智子 鈴木FALCO 洞内梢 齋藤千惠 佐佐木惠子 中谷藍                        |
| TIME.3 | 2022年4月19日 | 中村能子 | 寺岡巌          | 高橋謙仁 | 牛之濱由惟 田中美穗                                                       |
| TIME.4 | 2022年4月26日 | 中村能子 | 寺岡巌          | 高橋謙仁 | 古谷田順久 小松真梨子 佐佐木惠子 大友健一 津吹明日香 長野まりえ 鈴木FALCO |
| TIME.5 | 2022年5月3日  | 中村能子 | 本多康之        | 戶澤稔   | 佐佐木惠子                                                                |
| TIME.6 | 2022年5月10日 | 中村能子 | 金井次朗        | 江副仁美 | 牛之濱由惟 田中美穗 佐佐木惠子 林智子 山本道隆                            |

### 播放電視台
日本深夜動畫：下文記載的日本国内播放時間使用日本標準時間（UTC+9）表示。因為部分時間标识會採用30小时制，因此請留意这类超过24:00的时间，其實際播放時間為翌日清晨。
| 播放地區   | 播放電視台 | 播放日期                    | 播放時間（UTC+9）  | 所屬聯播網 | 備註 |
| ---------- | ---------- | --------------------------- | ------------------ | ---------- | ---- |
| 東京都     | TOKYO MX   | 2022年4月4日－2022年5月9日  | 25時20分－25時35分 | 獨立局     |      |
| 近畿广域圈 | 读卖电视台 | 2022年4月4日－2022年5月9日  | 25時59分－26時14分 | NNS        |      |
| 東京都     | BS日本     | 2022年4月5日－2022年5月10日 | 24時30分－24時45分 | NNS        |      |

## 備註
1. ↑  附寫真卡限定版

## 外部連結
- 新井隆広／原案協力：青山剛昌「名探偵コナン ゼロの日常」 _ 少年サンデー（日語）
- アニメ「名探偵コナン ゼロの日常（ティータイム）」公式サイト（日語）
- 名探偵コナン ゼロの日常【公式】的X（前Twitter）（日語）
- 在Netflix上觀看《名偵探柯南 零的日常》